# Саут Беј (Флорида)
Саут Беј (енгл. South Bay) град је у америчкој савезној држави Флорида. По попису становништва из 2010. у њему је живело 4.876 становника.

## Демографија
Према попису становништва из 2010. у граду је живело 4.876 становника, што је 1.017 (26,4%) становника више него 2000. године.
| Група             | 2000.         | 2010.         |
| Белци             | 481 (12,5%)   | 558 (11,4%)   |
| Афроамериканци    | 2.583 (66,9%) | 3.169 (65,0%) |
| Азијати           | 10 (0,3%)     | 28 (0,6%)     |
| Хиспаноамериканци | 755 (19,6%)   | 1.132 (23,2%) |
| Укупно            | 3.859         | 4.876         |